# 太平畈乡
太平畈乡，是中华人民共和国安徽省六安市霍山县下辖的一个乡镇级行政单位。

## 行政区划
太平畈乡下辖以下地区：
王家店村、高山铺村、蔡家河村、耿家坊村、太平村、洪峰村、蔡家畈村和何家坊村。